# Guajará-Mirim (tiểu vùng)
Guajará-Mirim là một tiểu vùng thuộc bang Rondônia, Brasil. Tiều vùng này có diện tích 42325 km², dân số năm 2007 là 59306 người.